# Souto da Casa
Souto da Casa ist eine Gemeinde (Freguesia) im portugiesischen Kreis Fundão. In ihr leben 746 Einwohner (Stand 19. April 2021).